# National Association of the Deaf
National Association of the Deaf, NAD (en français, Association nationale des sourds) est une organisation non gouvernementale américaine qui agit avec les associations nationales de sourds, en soutenant les personnes sourdes qui utilisent la langue des signes américaine ainsi que leurs familles et amis. Elle a été fondée à Cincinnati, dans l'Ohio le 25 août 1880.
L'association défend les droits des sourds dans tous les aspects de la vie, des transports publics à l'éducation. Tous ses présidents sont des devenus-sourds jusque dans les années 1970, à partir duquel uniquement des sourds-signants deviennent présidents. La NAD est chargée des programmes Miss Deaf America Ambassador, qui se déroulent lors des congrès de l'association.
Les associations d'État sont affiliées mais indépendantes du NAD. Les 50 États, ainsi que Washington, ont des associations d'État, dont beaucoup offrent une double adhésion au NAD. Certaines associations d'État reçoivent leurs statuts du NAD.
L'équivalent français du NAD serait la Fédération nationale des sourds de France (FNSF).

## Histoire
Le NAD défend toutes les questions associées aux droits des sourds. Il a très tôt travaillé à la préservation de la langue des signes, notamment sous George Veditz. Pendant son mandat de président, Veditz et d'autres membres du NAD ont utilisé la nouvelle technologie cinématographique pour capturer des individus en train de signer afin que leur langue ne soit jamais perdue.
Le NAD s’est également battu pour que les enseignants sourds continuent d’enseigner aux élèves sourds et pour l’ouverture de pensionnats pour sourds à travers le pays.
En 1909, le président William Howard Taft a signé une loi autorisant les personnes sourdes à passer les examens de la fonction publique seulement après que le NAD se soit battu pour que cette loi soit adoptée.
Le NAD était un ardent défenseur du sous-titrage des films et, en 1958, le président Dwight Eisenhower a signé une loi exigeant que les films soient sous-titrés.
Le NAD a soutenu les étudiants et les professeurs de l'Université Gallaudet lors des manifestations de "Deaf President Now" en 1988.
L’Americans with Disabilities Act (ADA) de 1990 a également été défendu par le NAD. Plus récemment, la NAD a plaidé pour que les stades sportifs professionnels fournissent des sous-titres pour les appels des arbitres et pour les commentaires des annonceurs. L'association s'est efforcée d'exiger que les compagnies d'assurance aient des personnes sourdes parmi leurs clients et que les propriétaires aient des locataires sourds. Les hôtels sont désormais tenus de fournir des réveils et des détecteurs de fumée « adaptés aux sourds » en raison de la persistance du NAD en la matière.
Le NAD se bat pour le droit des personnes sourdes à pouvoir utiliser la langue des signes américaine et à bénéficier d'un interprète. Le site web du NAD donne des informations sur les droits des personnes sourdes et sur la manière de les obtenir.

## Dates clés
- 1896 : La première femme (Julia Foley) est élue au conseil d'administration du NAD[2].
- 1960 : Le Junior NAD est créé[2].
- 1964 : Les femmes membres du NAD sont autorisées pour la première fois à voter.
- 1965 : Les membres noirs sont acceptés pour la première fois dans le NAD[2].
- 1972 : Le premier concours Miss Deaf America (appelé Miss Deaf America Talent Pageant jusqu'en 1976)[3] a eu lieu lors de la Convention NAD à Miami Beach, en Floride ; la gagnante était Ann Billington[4].
- 1980 : Gertrude Galloway devient la première femme présidente du NAD[2].

### Président
- 1880-1883 : Robert P. McGregor
- 1883-1889 : Edwin Hodgson
- 1889-1893 : Dudley W. George
- 1893-1896 : Thomas Francis Fox
- 1896-1899 : Jacob M. Koehler (révérend)
- 1899-1904 : James L. Smith
- 1904-1910 : George Veditz
- 1910-1913 : Olof Hansen
- 1993-1917 : Jay C. Howard
- 1917-1923 : James H. Cloud (révérend)
- 1923-1930 : Arthur L. Roberts
- 1930-1933 : Franklin C. Smielau
- 1933-1934 : William H. Schaub
- 1934-1940 : Marcus L. Kenner
- 1940-1946 : Tom L. Anderson
- 1946-1964 : Byron B. Burnes
- 1964-1968 : Robert G. Sanderson
- 1968-1972 : Robert O. Lankenau
- 1972-1978 : Don G. Pettingill
- 1978-1982 : Ralph White
- 1982-1984 : Alan Hurwitz
- 1984-1986 : Lawrence H. Forestal
- 1986-1990 : Lawrence R. Newman
- 1990-1993 : Roslyn G. Rosen
- 1993-1998 : Benjamin J. Soukup
- 1998-2002 : Elizabeth R. Pollard
- 2002-2003 : Kent Kennedy
- 2003-? : Andrew J. Lange
- 2006-2008 : Bobbie Beth Scoggins
- 2008-? : ?
- 2014-? : Christopher D. Wagner
- 2023 - en cours : Jenny Buechner[5]

## Mission
La mission de l'Association nationale des sourds est de « préserver, protéger et promouvoir les droits civils, humains et linguistiques des personnes sourdes et malentendantes aux États-Unis d'Amérique. »
Bien qu'il oeuvre auprès des personnes Sourdes, il vise également à promouvoir la connaissance des droits, de la culture et de la langue des personnes sourdes auprès des personnes entendantes.

## Citation
En répondant au gouvernement qui proposait une exonération fiscale identique à celle offerte aux aveugles au NAD: 
« Nous ne sommes pas des handicapés nous sommes une minorité linguistique. Ce n’est pas de notre surdité dont nous souffrons mais de la façon dont vous nous traitez en raison de notre surdité. Nous ne sommes pas des malades, cessez de vouloir nous guérir, cessez de vouloir nous changer, acceptez-nous tels que nous sommes ».